# Boronia clavata
Boronia clavata är en vinruteväxtart som beskrevs av P.G. Wilson. Boronia clavata ingår i släktet Boronia och familjen vinruteväxter. Inga underarter finns listade i Catalogue of Life.